# Санкт-Петербургское религиозно-философское общество
Санкт-Петербургское религиозно-философское общество — основано в 1907 году. 

## История общества
Предыстория общества началась с апреля 1903 года, когда распоряжением петербургского митрополита Антония были закрыты религиозно-философские собрания. Эти собрания действовали с 1901 года по инициативе так называемой общественности, но к участию в них подключилась официальная церковь, выделив своих представителей. Проблемы, которыми занимались Собрания, не исчезли, даже углубились; на первое место вышел вопрос о месте русской православной церкви в конфликте между самодержавным государством и обществом, охваченным революционным брожением. На почве этого конфликта образовалось «Христианское братство борьбы», которое в свою очередь инициировало создание Московского Религиозно-философского общества памяти Владимира Соловьёва, начавшее свою работу в мае 1905 года и в октябре 1906 года получившее официальную регистрацию. В 1906 году у основателей Московского религиозно-философского общества появилась мысль основать подобное же общество в Санкт-Петербурге.
В письме А. В. Карташёва, отправленного им в Париж Д. В. Философову 4 февраля 1907 года, сообщалось: 

Бердяев только что приехал из Москвы. Читал там реферат в Религиозно-философском обществе. Затевает открыть такое же здесь. В субботу у него учредительное собрание: Аскольдов, Успенский, Лосский, Нестор Котляревский, Прескочков, Тернавцев, Розанов, Ельчанинов (теперь живет здесь), Булгаков (ожидается в члены Думы от графа Ливен Орловской губернии). Это предлагаемые члены учредители (для подписания устава) и члены правления, а потом приглашать уже в действующие члены
Весной 1907 года состоялось несколько заседаний учредителей, на которых был выработан устав Санкт-Петербургского религиозно-философского общества, написанный по образцу устава Московского общества; на второй неделе апреля 1907 года состоялось первое заседание Общества (хотя устав был утверждён только летом того же года), на котором прозвучал (и был единодушно осуждён!) эпатажный доклад В. В. Розанова «Отчего падает христианство», ставший известный читателям под названием «Отчего левые побеждают центр и правых».

## Участники общества
На собраниях выступали философы, религиозные деятели, политики, журналисты, литераторы, теософы: В. В. Розанов и Д. С. Мережковский, Н. А. Бердяев, С. Л. Франк, В. А. Тернавцев, А. В. Карташёв, А. Ф. Керенский, П. Б. Струве, Б. Г. Столпнер и многие другие. Заседания общества привлекали внимание прессы и нередко вызывали бурную полемику. Достаточно упомянуть лишь несколько тем докладов: «О русской идее» (Вяч. И. Иванов), «Империя и христианство» (В. А. Тернавцев), «Россия и интеллигенция» (А. А. Блок), «О религиозной лжи национализма» (Д. С. Мережковский), «О современном патриотизме» (С. М. Соловьёв), «О церковной реформе в России» (Д. В. Философов).
Секретарем общества был С. П. Каблуков.
Членом общества была известная исследовательница старообрядчества и сектантства, революционерка, правовед Варвара Ивановна Ясевич-Бородаевская

## Общество после революции
В 1917 году Религиозно-философское общество фактически перестало существовать, хотя попытки возобновить его деятельность и в России, и в эмиграции предпринимались неоднократно. Была утрачена и часть архива: многие документы были уничтожены при обысках и пожаре под Павловском во время наступления генерала Н. Н. Юденича.